# Fissidens beckettii
Fissidens beckettii là một loài Rêu trong họ Fissidentaceae. Loài này được Mitt. mô tả khoa học đầu tiên năm 1873.